# Keystone Heights
Keystone Heights – miasto w Stanach Zjednoczonych, w stanie Floryda, w hrabstwie Clay.